# Letea Veche
Letea Veche là một xã thuộc hạt Bacău, România. Dân số thời điểm năm 2002 là 4955 người.